# Campeonato Mundial de Ciclismo em Pista de 1962
O Campeonato Mundial UCI de Ciclismo em Pista de 1962 foi realizado na Itália, na cidade de Milão,  entre os dias 24 e 28 de agosto . Foram disputadas nove eventos, 7 para os homens (3 para os profissionais, 4 para amadores) e 2 para mulheres.
As provas aconteceram no velódromo Velódromo Vigorelli.

## Sumário de medalhas

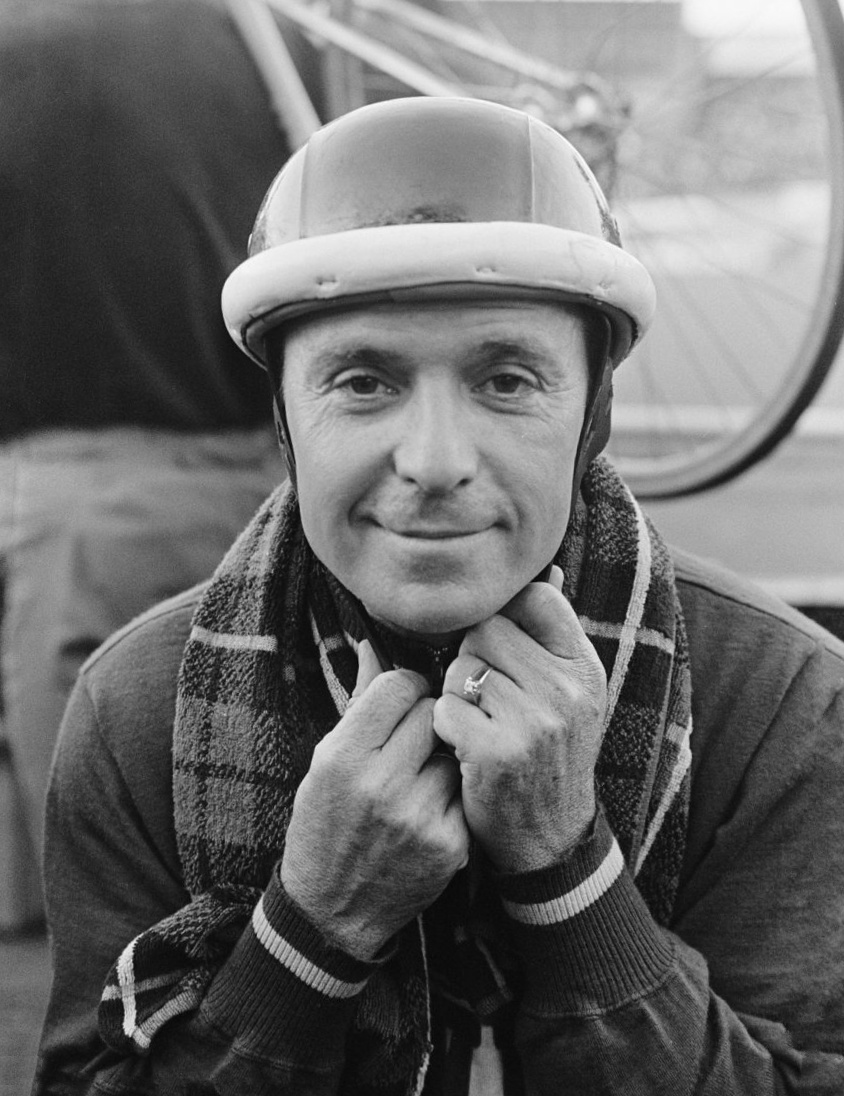
Guillermo Timoner ciclista da Espanha, vencedor da prova de Motor-paced.

| Eventos profissionais masculinos |                                                                                    |                                                                            |                                                                                       |
| Velocidade individual            | Antonio Maspes · Itália                                                            | Sante Gaiardoni · Itália                                                   | Oscar Plattner · Suíça                                                                |
| Perseguição individual           | Henk Nijdam · Países Baixos                                                        | Leandro Faggin · Itália                                                    | Peter Post · Países Baixos                                                            |
| Motor-paced                      | Guillermo Timoner · Spain                                                          | Paul Depaepe · Bélgica                                                     | Leo Wickihalder · Suíça                                                               |
| Eventos amadores masculinos      |                                                                                    |                                                                            |                                                                                       |
| Velocidade individual            | Sergio Bianchetto · Itália                                                         | Giuseppe Beghetto · Itália                                                 | Pierre Trentin · França                                                               |
| Perseguição individual           | Kaj Jensen · Dinamarca                                                             | Herman Van Loo · Bélgica                                                   | Jaap Oudkerk · Países Baixos                                                          |
| Perseguição por equipe           | Alemanha Ocidental · Ehrenfried Rudolph · Bernd Rohr · Klaus May · Lothar Claesges | Dinamarca · Deut Hansen · Preben Isaksson · Kaj E. Jensen · Kurt Vid-Stein | Soviet Union · Arnold Belgardt · Leonid Kolumbet · Stanislav Moskvin · Viktor Romanov |
| Motor-paced                      | Romain De Loof · Bélgica                                                           | Hans Lauppi · Suíça                                                        | Christian Giscos · França                                                             |
| Eventos femininos                |                                                                                    |                                                                            |                                                                                       |
| Velocidade individual            | Valentina Savina · Soviet Union                                                    | Irina Kirichenko · Soviet Union                                            | Jean Dunn · Reino Unido                                                               |
| Perseguição individual           | Beryl Burton · Reino Unido                                                         | Yvonne Reynders · Bélgica                                                  | Lidiya Tikhomirova · Soviet Union                                                     |

## Quadro de medalhas

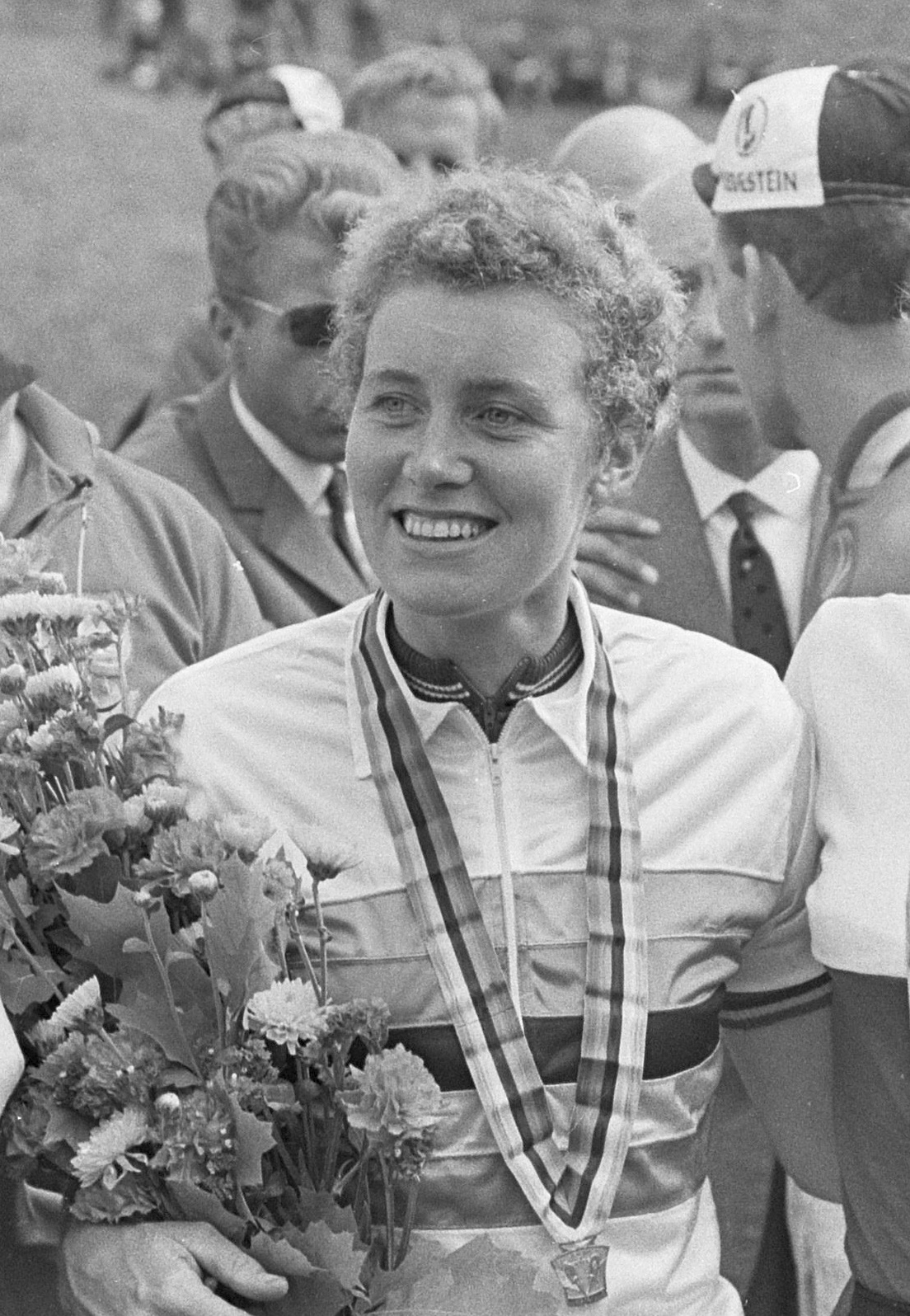
Beryl Burton ciclista do Reino Unido vencedora da prova feminina de perseguição individual.

| Ordem | País               | Medalha de ouro | Medalha de prata | Medalha de bronze | Total |
| ----- | ------------------ | --------------- | ---------------- | ----------------- | ----- |
| 1     | Itália             | 2               | 3                | 0                 | 5     |
| 2     | Bélgica            | 1               | 3                | 0                 | 4     |
| 3     | Soviet Union       | 1               | 1                | 2                 | 4     |
| 4     | Dinamarca          | 1               | 1                | 0                 | 2     |
| 5     | Países Baixos      | 1               | 0                | 2                 | 3     |
| 6     | Reino Unido        | 1               | 0                | 1                 | 2     |
| 7     | Spain              | 1               | 0                | 0                 | 1     |
| 7     | Alemanha Ocidental | 1               | 0                | 0                 | 1     |
| 9     | Suíça              | 0               | 1                | 2                 | 3     |
| 10    | França             | 0               | 0                | 2                 | 2     |
|       | TOTAL              | 9               | 9                | 9                 | 27    |